# Sarcophyton nigrum
Sarcophyton nigrum är en korallart som beskrevs av May 1899. Sarcophyton nigrum ingår i släktet Sarcophyton och familjen läderkoraller. Inga underarter finns listade i Catalogue of Life.